# 信濃白鳥站
信濃白鳥站（日语：／ Shinano-Shiratori eki */?）是位於長野縣下水内郡榮村，屬於東日本旅客鐵道（JR東日本）的飯山線車站。

## 歷史
- 1925年（大正14年）11月19日：飯山鐵道 西大瀧站至森宮野原站之間開通，此停留所啟用[1][2]。
- 1928年（昭和3年）10月23日：從停留場升級至車站[1][2]。
- 1944年（昭和19年）6月1日：隨著飯山鐵道國有化，飯山鐵道編入至運輸通信省（後來為日本國有鐵道）飯山線，同時此站停用[1][2][3]。
- 1946年（昭和21年）6月1日：此站以臨時乘降場形式重開[1][2]。
- 1950年（昭和25年）1月28日：由臨時乘降場升級至車站[1][2]。
- 1982年（昭和57年）11月：升級至簡易委託車站[4]。
- 1987年（昭和62年）4月1日：伴隨國鐵分割民營化，車站由東日本旅客鐵道（JR東日本）營運。
- 2008年（平成20年）12月12日：翻新車站大樓[1][2][5]。

## 車站構造

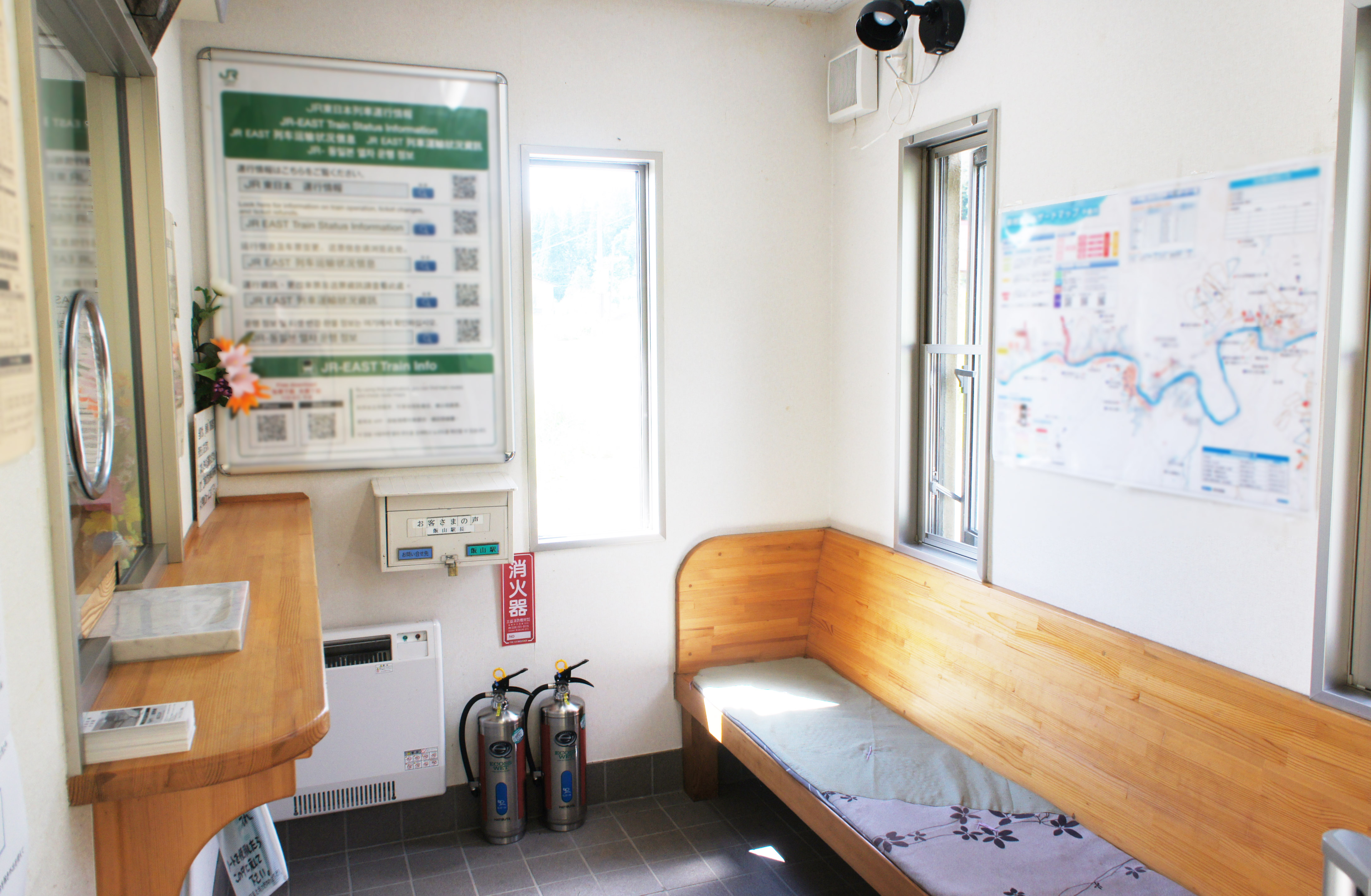
候車室內（2021年9月）
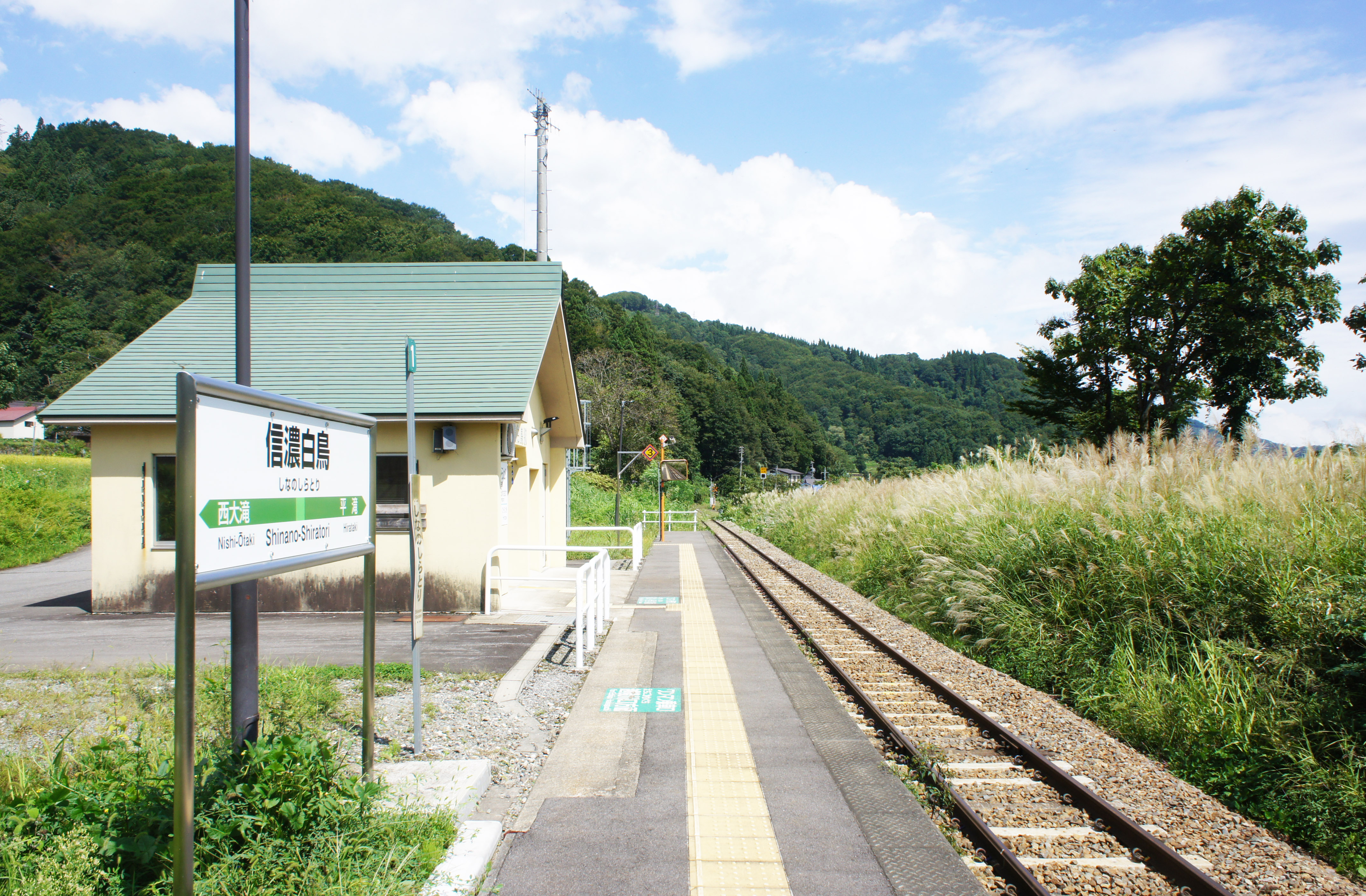
月台（2021年9月）

此站是設有1面1線單式月台的地面車站，也是是由飯山站管理的簡易委託車站，並委托榮村村民負責售票業務（營業時間7:00 - 18:00）。此站與平瀧站及橫倉站皆為長野分社最後設有售賣常備券的車站。2017年，此站引入了POS終端。

## 使用狀況
根據「JR東日本」資料，在2019年度（令和元年度）1日平均乘車人次為10人。
以下為近年乘車人次變化。
| 乘車人次變化       | 乘車人次變化     | 乘車人次變化    |
| 年度               | 1日平均 乘車人次 | 參考資料        |
| ------------------ | ---------------- | --------------- |
| 2000年（平成12年） | 27               | [ 利用客数 2 ]  |
| 2001年（平成13年） | 29               | [ 利用客数 3 ]  |
| 2002年（平成14年） | 25               | [ 利用客数 4 ]  |
| 2003年（平成15年） | 24               | [ 利用客数 5 ]  |
| 2004年（平成16年） | 22               | [ 利用客数 6 ]  |
| 2005年（平成17年） | 20               | [ 利用客数 7 ]  |
| 2006年（平成18年） | 21               | [ 利用客数 8 ]  |
| 2007年（平成19年） | 11               | [ 利用客数 9 ]  |
| 2008年（平成20年） | 11               | [ 利用客数 10 ] |
| 2009年（平成21年） | 10               | [ 利用客数 11 ] |
| 2010年（平成22年） | 7                | [ 利用客数 12 ] |
| 2011年（平成23年） | 6                | [ 利用客数 13 ] |
| 2012年（平成24年） | 10               | [ 利用客数 14 ] |
| 2013年（平成25年） | 8                | [ 利用客数 15 ] |
| 2014年（平成26年） | 7                | [ 利用客数 16 ] |
| 2015年（平成27年） | 10               | [ 利用客数 17 ] |
| 2016年（平成28年） | 10               | [ 利用客数 18 ] |
| 2017年（平成29年） | 9                | [ 利用客数 19 ] |
| 2018年（平成30年） | 7                | [ 利用客数 20 ] |
| 2019年（令和元年） | 10               | [ 利用客数 1 ]  |

## 車站周邊
- 千曲川[2]
- 國道117號（日语：国道117号）[2]

## 相鄰車站
東日本旅客鐵道（JR東日本）
■飯山線
西大瀧－信濃白鳥－平瀧

## 注腳

### 使用狀況
1. 1 2  各駅の乗車人員（2019年度） （页面存档备份，存于）（日語） - 東日本旅客鐵道
2. ↑  各駅の乗車人員（2000年度） （页面存档备份，存于）（日語） - 東日本旅客鐵道
3. ↑  各駅の乗車人員（2001年度） （页面存档备份，存于）（日語） - 東日本旅客鐵道
4. ↑  各駅の乗車人員（2002年度） （页面存档备份，存于）（日語） - 東日本旅客鐵道
5. ↑  各駅の乗車人員（2003年度） （页面存档备份，存于）（日語） - 東日本旅客鐵道
6. ↑  各駅の乗車人員（2004年度） （页面存档备份，存于）（日語） - 東日本旅客鐵道
7. ↑  各駅の乗車人員（2005年度） （页面存档备份，存于）（日語） - 東日本旅客鐵道
8. ↑  各駅の乗車人員（2006年度） （页面存档备份，存于）（日語） - 東日本旅客鐵道
9. ↑  各駅の乗車人員（2007年度） （页面存档备份，存于）（日語） - 東日本旅客鐵道
10. ↑  各駅の乗車人員（2008年度） （页面存档备份，存于）（日語） - 東日本旅客鐵道
11. ↑  各駅の乗車人員（2009年度） （页面存档备份，存于）（日語） - 東日本旅客鐵道
12. ↑  各駅の乗車人員（2010年度） （页面存档备份，存于）（日語） - 東日本旅客鐵道
13. ↑  各駅の乗車人員（2011年度） （页面存档备份，存于）（日語） - 東日本旅客鐵道
14. ↑  各駅の乗車人員（2012年度） （页面存档备份，存于）（日語） - 東日本旅客鐵道
15. ↑  各駅の乗車人員（2013年度） （页面存档备份，存于）（日語） - 東日本旅客鐵道
16. ↑  各駅の乗車人員（2014年度） （页面存档备份，存于）（日語） - 東日本旅客鐵道
17. ↑  各駅の乗車人員（2015年度） （页面存档备份，存于）（日語） - 東日本旅客鐵道
18. ↑  各駅の乗車人員（2016年度） （页面存档备份，存于）（日語） - 東日本旅客鐵道
19. ↑  各駅の乗車人員（2017年度） （页面存档备份，存于）（日語） - 東日本旅客鐵道
20. ↑  各駅の乗車人員（2018年度） （页面存档备份，存于）（日語） - 東日本旅客鐵道

## 外部連結
- 車站資訊（信濃白鳥）：東日本旅客鐵道